# Rogatien-Joseph Martin
Pour les articles homonymes, voir Martin et Martin (nom de famille).
Rogatien-Joseph Martin, né le 15 mars 1849 à Geneston et mort le 27 mai 1912 aux îles Marquises, est un prélat catholique français. 

## Biographie
En 1890, il est nommé administrateur apostolique de Taiohae puis vicaire apostolique de Taiohae, succédant à René Ildefonse Dordillon, et évêque titulaire de Verinopolis (de).